# Videbæk-senderen
Videbæk-senderen er en 320,3 meter høj gittermast fastspændt med stålbarduner ca. 6,4 km nordøst for Videbæk, der anvendes til mobiltelefoni og digital TV-transmission.
Masten blev opført i 1988, som en af de 16 nybyggede hovedsendere i TV2’s sendenet, der blev etableret mellem 1988-89. Efter lukningen af det analoge fjernsynssendernet i Danmark natten til den 1. november 2009 har masten fungeret som digital tv-sender og mobilmast.
Masten står 37,2 meter over havet, og har dermed en totalhøjde over havet på 357,5 meter.